# Olympische Sommerspiele 1908/Teilnehmer (Deutsches Reich)
Die deutsche Mannschaft belegte bei den Olympischen Sommerspielen 1908 in London den fünften Platz im Medaillenspiegel. Insgesamt waren 84 Athleten nominiert, darunter 82 Männer und zwei Frauen.
Es fand zum ersten Mal eine Eröffnungsfeier mit einem Einmarsch der Nationen bei Olympischen Spielen statt – der Fahnenträger war der Turner Wilhelm Kaufmann.
| Gelbes Symbol für Goldmedaillen mit stilisierten Olympischen Ringen | Graues Symbol für Silbermedaillen mit stilisierten Olympischen Ringen | Braundes Symbol für Bronzemedaillen mit stilisierten Olympischen Ringen |
| ------------------------------------------------------------------- | --------------------------------------------------------------------- | ----------------------------------------------------------------------- |
| 3                                                                   | 5                                                                     | 5                                                                       |

## Medaillen

### Medaillenspiegel
Die Angabe der Anzahl der Wettbewerbe bezieht sich auf die mit deutscher Beteiligung.
| Rang   | Sportart       | Goldmedaille – Olympiasieger | Silbermedaille – 2. Platz | Bronzemedaille – 3. Platz | Gesamt | Wettbewerbe |
| ------ | -------------- | ---------------------------- | ------------------------- | ------------------------- | ------ | ----------- |
| 1      | Wasserspringen | 1                            | 1                         | 1                         | 3      | 2           |
| 2      | Eiskunstlauf   | 1                            | 1                         | —                         | 2      | 2           |
| 3      | Schwimmen      | 1                            | —                         | —                         | 1      | 2           |
| 4      | Leichtathletik | —                            | 1                         | 1                         | 2      | 17          |
| 5      | Radsport       | —                            | 1                         | 1                         | 2      | 7           |
| 6      | Tennis         | —                            | 1                         | —                         | 1      | 2           |
| 7      | Rudern         | —                            | —                         | 2                         | 2      | 2           |
| Gesamt | Gesamt         | 17                           | 10                        | 15                        | 42     |             |

### Medaillengewinner

#### Gold
| Name                        | Sportart       | Wettkampf     |
| --------------------------- | -------------- | ------------- |
| Albert Zürner               | Wasserspringen | Kunstspringen |
| Heinrich Burger Anna Hübler | Eiskunstlauf   | Paarlauf      |
| Arno Bieberstein            | Schwimmen      | 100 m Rücken  |

#### Silber
| Name                                                 | Sportart       | Wettkampf             |
| ---------------------------------------------------- | -------------- | --------------------- |
| Hanns Braun Hans Eicke Arthur Hoffmann Otto Trieloff | Leichtathletik | Olympische Staffel    |
| Max Götze Rudolf Katzer Hermann Martens Karl Neumer  | Radsport       | Mannschaftsverfolgung |
| Kurt Behrens                                         | Wasserspringen | Kunstspringen         |
| Elsa Rendschmidt                                     | Eiskunstlauf   | Damen                 |
| Otto Froitzheim                                      | Tennis         | Rasen-Einzel          |

#### Bronze
| Name                        | Sportart       | Wettkampf              |
| --------------------------- | -------------- | ---------------------- |
| Hanns Braun                 | Leichtathletik | 800 Meter              |
| Karl Neumer                 | Radsport       | 660 Yards              |
| Gottlob Walz                | Wasserspringen | Kunstspringen          |
| Bernhard von Gaza           | Rudern         | Einer                  |
| Willy Düskow Martin Stahnke | Rudern         | Zweier ohne Steuermann |

## Teilnehmer nach Sportart

### Eiskunstlauf
| Athleten                    | Wettbewerb | Punkte | Rang   |
| --------------------------- | ---------- | ------ | ------ |
| Frauen                      |            |        |        |
| Elsa Rendschmidt            | Einzel     | 211,0  | Silber |
| Mixed                       |            |        |        |
| Anna Hübler Heinrich Burger | Paarlauf   | 11,20  | Gold   |

### Fechten
| Athleten               | Wettbewerb | 1. Runde | 1. Runde | 2. Runde      | 2. Runde      | Halbfinale    | Halbfinale    | Finale        | Finale        | Rang |
| Athleten               | Wettbewerb | Punkte   | Rang     | Punkte        | Rang          | Punkte        | Rang          | Punkte        | Rang          | Rang |
| ---------------------- | ---------- | -------- | -------- | ------------- | ------------- | ------------- | ------------- | ------------- | ------------- | ---- |
| Männer                 |            |          |          |               |               |               |               |               |               |      |
| Johannes Adam          | Degen      | 1:4      | 4        | ausgeschieden | ausgeschieden | ausgeschieden | ausgeschieden | ausgeschieden | ausgeschieden | 41   |
| Johannes Adam          | Säbel      | 1:3      |          | ausgeschieden | ausgeschieden | ausgeschieden | ausgeschieden | ausgeschieden | ausgeschieden | 39   |
| Jakob Erckrath de Bary | Degen      | 4:4      | 5        | ausgeschieden | ausgeschieden | ausgeschieden | ausgeschieden | ausgeschieden | ausgeschieden | 41   |
| Jakob Erckrath de Bary | Säbel      | 1:4      | 5        | ausgeschieden | ausgeschieden | ausgeschieden | ausgeschieden | ausgeschieden | ausgeschieden | 39   |
| Fritz Jack             | Degen      | 2:5      | 6        | ausgeschieden | ausgeschieden | ausgeschieden | ausgeschieden | ausgeschieden | ausgeschieden | 41   |
| Fritz Jack             | Säbel      | 3:2      | 2        | 1:3           | 5             | ausgeschieden | ausgeschieden | ausgeschieden | ausgeschieden | 17   |
| Robert Krünert         | Degen      | 2:6      | 7        | ausgeschieden | ausgeschieden | ausgeschieden | ausgeschieden | ausgeschieden | ausgeschieden | 41   |
| Robert Krünert         | Säbel      | 2:3      | 4        | ausgeschieden | ausgeschieden | ausgeschieden | ausgeschieden | ausgeschieden | ausgeschieden | 39   |
| Julius Lichtenfels     | Degen      | 2:3      | 4        | ausgeschieden | ausgeschieden | ausgeschieden | ausgeschieden | ausgeschieden | ausgeschieden | 41   |
| Julius Lichtenfels     | Säbel      | 2:2      | 4        | ausgeschieden | ausgeschieden | ausgeschieden | ausgeschieden | ausgeschieden | ausgeschieden | 39   |
| Ernst Moldenhauer      | Degen      | 1:4      | 4        | ausgeschieden | ausgeschieden | ausgeschieden | ausgeschieden | ausgeschieden | ausgeschieden | 41   |
| Ernst Moldenhauer      | Säbel      | 1:4      | 5        | ausgeschieden | ausgeschieden | ausgeschieden | ausgeschieden | ausgeschieden | ausgeschieden | 39   |
| Albert Naumann         | Degen      | 1:4      | 5        | ausgeschieden | ausgeschieden | ausgeschieden | ausgeschieden | ausgeschieden | ausgeschieden | 41   |
| Albert Naumann         | Säbel      | 0:5      | 6        | ausgeschieden | ausgeschieden | ausgeschieden | ausgeschieden | ausgeschieden | ausgeschieden | 39   |
| August Petri           | Degen      | 2:6      | 6        | ausgeschieden | ausgeschieden | ausgeschieden | ausgeschieden | ausgeschieden | ausgeschieden | 41   |
| August Petri           | Säbel      | 2:2      | 3        | 2:2           | 3             | ausgeschieden | ausgeschieden | ausgeschieden | ausgeschieden | 39   |
| Emil Schön             | Degen      | 4:3      | 3        | ausgeschieden | ausgeschieden | ausgeschieden | ausgeschieden | ausgeschieden | ausgeschieden | 41   |
| Emil Schön             | Säbel      | 4:2      | 2        | 1:3           | 4             | ausgeschieden | ausgeschieden | ausgeschieden | ausgeschieden | 17   |
| Georg Stöhr            | Degen      | 2:5      | 6        | ausgeschieden | ausgeschieden | ausgeschieden | ausgeschieden | ausgeschieden | ausgeschieden | 41   |
| Georg Stöhr            | Säbel      | 2:4      | 6        | ausgeschieden | ausgeschieden | ausgeschieden | ausgeschieden | ausgeschieden | ausgeschieden | 39   |

| Athleten                                                           | Wettbewerb       | Viertelfinale  | Viertelfinale | Halbfinale    | Halbfinale    | Finale        | Finale        | Rang |
| Athleten                                                           | Wettbewerb       | Gegner         | Ergebnis      | Punkte        | Rang          | Punkte        | Rang          | Rang |
| ------------------------------------------------------------------ | ---------------- | -------------- | ------------- | ------------- | ------------- | ------------- | ------------- | ---- |
| Männer                                                             |                  |                |               |               |               |               |               |      |
| Jakob Erckrath de Bary Julius Lichtenfels August Petri Georg Stöhr | Degen Mannschaft | Großbritannien | 5:13          | ausgeschieden | ausgeschieden | ausgeschieden | ausgeschieden | 5    |
| Jakob Erckrath de Bary Fritz Jack Robert Krünert August Petri      | Säbel Mannschaft | Ungarn         | 0:9           | ausgeschieden | ausgeschieden | ausgeschieden | ausgeschieden | 5    |

### Hockey

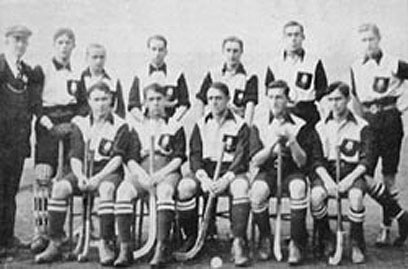
Die Mannschaft des Uhlenhorster HC trat für Deutschland bei den Olympischen Sommerspielen 1908 an

| Wettbewerb             | Männer |
| ---------------------- | --- |
| Athleten               | Alfons Brehm Elard Dauelsberg Franz Diederichsen Carl Ebert Jules Fehr Mauricio Galvao Raulino Galvao Fritz Möding Friedrich Rahe Albert Stüdemann Friedrich Uhl |
| 1. Runde               | Großbritannien (Schottland) 0:4 |
| Spiel um Platz 5 und 6 | Frankreich 1:0 |
| Platzierung            | 5. |

### Leichtathletik
Laufen und Gehen
| Athleten                                             | Wettbewerb         | Vorlauf | Vorlauf | Halbfinale    | Halbfinale    | Finale        | Finale        | Rang          |
| Athleten                                             | Wettbewerb         | Zeit    | Rang    | Zeit          | Rang          | Zeit          | Rang          | Rang          |
| ---------------------------------------------------- | ------------------ | ------- | ------- | ------------- | ------------- | ------------- | ------------- | ------------- |
| Männer                                               |                    |         |         |               |               |               |               |               |
| Carl Bechler                                         | 100 m              | 11,4 s  | 2       | ausgeschieden | ausgeschieden | ausgeschieden | ausgeschieden | ausgeschieden |
| Hans Eicke                                           | 100 m              | 11,6 s  | 3       | ausgeschieden | ausgeschieden | ausgeschieden | ausgeschieden | ausgeschieden |
| Paul Fischer                                         | 100 m              | DNF     | DNF     | ausgeschieden | ausgeschieden | ausgeschieden | ausgeschieden | ausgeschieden |
| Arthur Hoffmann                                      | 100 m              | 11,4 s  | 3       | ausgeschieden | ausgeschieden | ausgeschieden | ausgeschieden | ausgeschieden |
| Arthur Hoffmann                                      | 200 m              | 23,5 s  | 2       | ausgeschieden | ausgeschieden | ausgeschieden | ausgeschieden | ausgeschieden |
| Willy Kohlmey                                        | 100 m              | 12,0 s  | 3       | ausgeschieden | ausgeschieden | ausgeschieden | ausgeschieden | ausgeschieden |
| Heinrich Rehder                                      | 100 m              | 11,8 s  | 3       | ausgeschieden | ausgeschieden | ausgeschieden | ausgeschieden | ausgeschieden |
| Hermann von Bönninghausen                            | 100 m              | 12,0 s  | 5       | ausgeschieden | ausgeschieden | ausgeschieden | ausgeschieden | ausgeschieden |
| Otto Trieloff                                        | 400 m              | 50,9 s  | 2       | ausgeschieden | ausgeschieden | ausgeschieden | ausgeschieden | ausgeschieden |
| Hanns Braun                                          | 800 m              | –       | –       | 1:58,0 min    | 1             | 1:55,2 min    | 3             | Bronze        |
| Hanns Braun                                          | 1500 m             | –       | –       | 4:18,2 min    | 3             | ausgeschieden | ausgeschieden | ausgeschieden |
| Oskar Quarg                                          | 800 m              | –       | –       | 2:10,0 min    | 4             | ausgeschieden | ausgeschieden | ausgeschieden |
| Andreas Breynck                                      | 800 m              | –       | –       | 2:06,0 min    | 2             | ausgeschieden | ausgeschieden | ausgeschieden |
| Andreas Breynck                                      | 1500 m             | –       | –       | 4:30,0 min    | 2             | ausgeschieden | ausgeschieden | ausgeschieden |
| Arno Hesse                                           | 1500 m             | –       | –       | unbekannt     | 7             | ausgeschieden | ausgeschieden | ausgeschieden |
| Paul Nettelbeck                                      | 5 Meilen           | –       | –       | 28:31,6 min   | 5             | ausgeschieden | ausgeschieden | ausgeschieden |
| Paul Nettelbeck                                      | Marathon           | –       | –       | –             | –             | DNS           | DNS           | DNS           |
| Arthur Hoffmann Hans Eicke Otto Trieloff Hanns Braun | Olympische Staffel | –       | –       | 3:43,2 min    | 5             | 3:32,4 min    | 2             | Silber        |
| Richard Wilhelm                                      | 3500 m Gehen       | –       | –       | 17:33,8 min   | 14            | ausgeschieden | ausgeschieden | 14            |
| Paul Gunia                                           | 3500 m Gehen       | –       | –       | 16:38,0 min   | 10            | ausgeschieden | ausgeschieden | 10            |
| Paul Gunia                                           | 10 Meilen Gehen    | –       | –       | 1:26:09,4 h   | 13            | ausgeschieden | ausgeschieden | 11            |
| Hermann Müller                                       | Marathon           | –       | –       | –             | –             | DNS           | DNS           | DNS           |
| Fritz Reiser                                         | Marathon           | –       | –       | –             | –             | DNF           | DNF           | DNF           |

Springen und Werfen
| Athleten                  | Wettbewerb              | Höhe/Weite | Rang  |
| ------------------------- | ----------------------- | ---------- | ----- |
| Männer                    |                         |            |       |
| Albert Weinstein          | Weitsprung              | 6,77 m     | 6     |
| Arthur Hoffmann           | Weitsprung              | 6,50 m     | 15    |
| Hermann von Bönninghausen | Weitsprung              | unbekannt  | 21–32 |
| Ludwig Uettwiller         | Weitsprung              | 6,05 m     | 21–32 |
| Ludwig Uettwiller         | Standhochsprung         | 1,32 m     | 17    |
| Ludwig Uettwiller         | Diskuswurf              | unbekannt  | 12–42 |
| Ludwig Uettwiller         | Hammerwurf              | unbekannt  | 10–19 |
| Ludwig Uettwiller         | Speerwurf – freier Stil | unbekannt  | 10–33 |
| Arthur Mallwitz           | Standhochsprung         | 1,42 m     | 8     |
| Arthur Mallwitz           | Standweitsprung         | unbekannt  | 8–25  |
| Emil Welz                 | Diskuswurf              | 37,02 m    | 11    |
| Emil Welz                 | Speerwurf – freier Stil | unbekannt  | 10–33 |
| Carl Bechler              | Speerwurf               | unbekannt  | 8–16  |

### Radsport
| Athleten                                             | Wettbewerb                       | Vorlauf                 | Vorlauf                 | Halbfinale    | Halbfinale    | Finale        | Finale        | Rang          |
| Athleten                                             | Wettbewerb                       | Zeit                    | Rang                    | Zeit          | Rang          | Zeit          | Rang          | Rang          |
| ---------------------------------------------------- | -------------------------------- | ----------------------- | ----------------------- | ------------- | ------------- | ------------- | ------------- | ------------- |
| Männer                                               |                                  |                         |                         |               |               |               |               |               |
| Alwin Boldt                                          | 20 km                            | –                       | –                       | unbekannt     | 6–7           | ausgeschieden | ausgeschieden | ausgeschieden |
| Alwin Boldt                                          | 100 km                           | –                       | –                       | unbekannt     | 7–14          | ausgeschieden | ausgeschieden | ausgeschieden |
| Max Götze                                            | 5000 m                           | unbekannt               | 4–9                     | ausgeschieden | ausgeschieden | ausgeschieden | ausgeschieden | ausgeschieden |
| Bruno Götze                                          | 600 Yards                        | unbekannt               | 3                       | ausgeschieden | ausgeschieden | ausgeschieden | ausgeschieden | ausgeschieden |
| Bruno Götze                                          | 5000 m                           | unbekannt               | 4                       | ausgeschieden | ausgeschieden | ausgeschieden | ausgeschieden | ausgeschieden |
| Bruno Götze                                          | 100 km                           | –                       | –                       | DNF           | DNF           | ausgeschieden | ausgeschieden | ausgeschieden |
| Bruno Götze                                          | Sprint                           | unbekannt               | 3                       | ausgeschieden | ausgeschieden | ausgeschieden | ausgeschieden | ausgeschieden |
| Richard Katzer                                       | 600 Yards                        | unbekannt               | 2                       | ausgeschieden | ausgeschieden | ausgeschieden | ausgeschieden | ausgeschieden |
| Richard Katzer                                       | 5000 m                           | unbekannt               | 4–7                     | ausgeschieden | ausgeschieden | ausgeschieden | ausgeschieden | ausgeschieden |
| Richard Katzer                                       | 20 km                            | –                       | –                       | unbekannt     | 7–8           | ausgeschieden | ausgeschieden | ausgeschieden |
| Richard Katzer                                       | 100 km                           | –                       | –                       | DNF           | DNF           | ausgeschieden | ausgeschieden | ausgeschieden |
| Hermann Martens                                      | 600 Yards                        | unbekannt               | 2                       | ausgeschieden | ausgeschieden | ausgeschieden | ausgeschieden | ausgeschieden |
| Hermann Martens                                      | 5000 m                           | unbekannt               | 2                       | ausgeschieden | ausgeschieden | ausgeschieden | ausgeschieden | ausgeschieden |
| Hermann Martens                                      | 20 km                            | –                       | –                       | 33:21,2 min   | 2             | ausgeschieden | ausgeschieden | ausgeschieden |
| Hermann Martens                                      | 100 km                           | –                       | –                       | DNF           | DNF           | ausgeschieden | ausgeschieden | ausgeschieden |
| Hermann Martens                                      | Sprint                           | Zeitlimit überschritten | Zeitlimit überschritten | ausgeschieden | ausgeschieden | ausgeschieden | ausgeschieden | ausgeschieden |
| Karl Neumer                                          | 600 Yards                        | 54,2 s                  | 1                       | 1:05,6 min    | 1             | unbekannt     | 3             | Bronze        |
| Karl Neumer                                          | 5000 m                           | unbekannt               | 2                       | ausgeschieden | ausgeschieden | ausgeschieden | ausgeschieden | ausgeschieden |
| Karl Neumer                                          | Sprint                           | 1:33,2                  | 1                       | unbekannt     | 2             | ausgeschieden | ausgeschieden | ausgeschieden |
| Paul Schulze                                         | 600 Yards                        | unbekannt               | 3                       | ausgeschieden | ausgeschieden | ausgeschieden | ausgeschieden | ausgeschieden |
| Paul Schulze                                         | 20 km                            | –                       | –                       | unbekannt     | 7–9           | ausgeschieden | ausgeschieden | ausgeschieden |
| Paul Schulze                                         | 100 km                           | –                       | –                       | DNF           | DNF           | ausgeschieden | ausgeschieden | ausgeschieden |
| Paul Schulze                                         | Sprint                           | unbekannt               | 3                       | ausgeschieden | ausgeschieden | ausgeschieden | ausgeschieden | ausgeschieden |
| Max Triebsch                                         | 20 km                            | –                       | –                       | unbekannt     | 5             | ausgeschieden | ausgeschieden | ausgeschieden |
| Max Triebsch                                         | 100 km                           | –                       | –                       | DNF           | DNF           | ausgeschieden | ausgeschieden | ausgeschieden |
| Alwin Boldt Hermann Martens                          | 2000 m Tandem                    | 5 Längen dahinter       | 2                       | ausgeschieden | ausgeschieden | ausgeschieden | ausgeschieden | ausgeschieden |
| Max Götze Karl Neumer                                | 2000 m Tandem                    | 2:55,6 min              | 1                       | unbekannt     | 3             | ausgeschieden | ausgeschieden | ausgeschieden |
| Max Götze Richard Katzer Hermann Martens Karl Neumer | 1980 Yards Mannschaftsverfolgung | 2:25,4 min              | 1                       | 2:31,8 min    | 1             | 2:28,6 min    | 2             | Silber        |

### Ringen
| Athleten          | Wettbewerb                       | 1. Runde    | 1. Runde   | Achtelfinale  | Achtelfinale  | Viertelfinale | Viertelfinale | Halbfinale    | Halbfinale    | Finale        | Finale        | Rang |
| Athleten          | Wettbewerb                       | Gegner      | Ergebnis   | Gegner        | Ergebnis      | Gegner        | Ergebnis      | Gegner        | Ergebnis      | Gegner        | Ergebnis      | Rang |
| ----------------- | -------------------------------- | ----------- | ---------- | ------------- | ------------- | ------------- | ------------- | ------------- | ------------- | ------------- | ------------- | ---- |
| Männer            |                                  |             |            |               |               |               |               |               |               |               |               |      |
| Wilhelm Grundmann | griechisch-römisch Mittelgewicht | Jaap Belmer | Niederlage | ausgeschieden | ausgeschieden | ausgeschieden | ausgeschieden | ausgeschieden | ausgeschieden | ausgeschieden | ausgeschieden | 17   |

### Rudern
| Athleten                    | Wettbewerb             | Vorlauf    | Vorlauf | Viertelfinale | Viertelfinale | Halbfinale | Halbfinale | Finale        | Finale        | Rang   |
| Athleten                    | Wettbewerb             | Zeit       | Rang    | Zeit          | Rang          | Zeit       | Rang       | Zeit          | Rang          | Rang   |
| --------------------------- | ---------------------- | ---------- | ------- | ------------- | ------------- | ---------- | ---------- | ------------- | ------------- | ------ |
| Männer                      |                        |            |         |               |               |            |            |               |               |        |
| Bernhard von Gaza           | Einer                  | 9:35,0 min | 1       | 9:47,0 min    | 1             | DNF        | DNF        | ausgeschieden | ausgeschieden | Bronze |
| Martin Stahnke Willy Düskow | Zweier ohne Steuermann | –          | –       | –             | –             | unbekannt  | 2          | ausgeschieden | ausgeschieden | Bronze |

### Schießen
| Athleten                  | Wettbewerb             | Punkte | Punkte | Punkte | Punkte | Rang |
| ------------------------- | ---------------------- | ------ | ------ | ------ | ------ | ---- |
| Männer                    |                        |        |        |        |        |      |
| Ernst Wagner-Hohenlobbese | 1000 Yards Armeegewehr | 12     | 12     | 12     | 12     | 49   |

### Schwimmen
| Athleten         | Wettbewerb   | Vorlauf    | Vorlauf | Halbfinale    | Halbfinale    | Finale        | Finale        | Rang |
| Athleten         | Wettbewerb   | Punkte     | Rang    | Punkte        | Rang          | Punkte        | Rang          | Rang |
| ---------------- | ------------ | ---------- | ------- | ------------- | ------------- | ------------- | ------------- | ---- |
| Männer           |              |            |         |               |               |               |               |      |
| Richard Rößler   | 200 m Brust  | 3:18,0 min | 2       | ausgeschieden | ausgeschieden | ausgeschieden | ausgeschieden | 9–27 |
| Erich Seidel     | 200 m Brust  | 3:17,2 min | 1       | unbekannt     | 5–8           | ausgeschieden | ausgeschieden | 5–8  |
| Gustav Aurich    | 100 m Rücken | 1:27,4 min | 1       | 1:28,2 min    | 2–3           | unbekannt     | 4             | 4    |
| Arno Bieberstein | 100 m Rücken | 1:25,6 min | 1       | 1:25,6 min    | 1             | 1:24,6 min OR | 1             | Gold |
| Max Ritter       | 100 m Rücken | 1:33,4 min | 1       | unbekannt     | 5–8           | ausgeschieden | ausgeschieden | 5–8  |

### Tennis
| Athleten                            | Wettbewerb   | 1. Runde                              | 1. Runde            | 2. Runde                       | 2. Runde                 | Achtelfinale              | Achtelfinale         | Viertelfinale  | Viertelfinale            | Halbfinale      | Halbfinale               | Finale         | Finale              | Rang   |
| Athleten                            | Wettbewerb   | Gegner                                | Ergebnis            | Gegner                         | Ergebnis                 | Gegner                    | Ergebnis             | Gegner         | Ergebnis                 | Gegner          | Ergebnis                 | Gegner         | Ergebnis            | Rang   |
| ----------------------------------- | ------------ | ------------------------------------- | ------------------- | ------------------------------ | ------------------------ | ------------------------- | -------------------- | -------------- | ------------------------ | --------------- | ------------------------ | -------------- | ------------------- | ------ |
| Männer                              |              |                                       |                     |                                |                          |                           |                      |                |                          |                 |                          |                |                     |        |
| Otto Froitzheim                     | Rasen Einzel | Kenneth Powell                        | 3:0 (6:3, 6:1, 6:4) | Oscar Kreuzer                  | 3:0 (6:2, 6:3, 6:3)      | James Parke               | 3:0 (6:4, 11:9, 6:4) | George Caridia | 3:1 (6:4, 6:1, 5:7, 6:1) | John Richardson | 3:1 (2:6, 6:1, 6:4, 6:4) | Josiah Ritchie | 0:3 (5:7, 3:6, 4:6) | Silber |
| Friedrich Rahe                      | Rasen Einzel | Charles Dixon                         | 0:3 (2:6, 5:7, 4:6) | ausgeschieden                  | ausgeschieden            | ausgeschieden             | ausgeschieden        | ausgeschieden  | ausgeschieden            | ausgeschieden   | ausgeschieden            | ausgeschieden  | ausgeschieden       | 33     |
| Oscar Kreuzer                       | Rasen Einzel | Fritz Felix Pipes                     | 3:0 (6:3, 6:1, 6:4) | Otto Froitzheim                | 0:3 (2:6, 3:6, 3:6)      | ausgeschieden             | ausgeschieden        | ausgeschieden  | ausgeschieden            | ausgeschieden   | ausgeschieden            | ausgeschieden  | ausgeschieden       | 17     |
| Heinrich Schomburgk                 | Rasen Einzel | Maurice Germot                        | 0:3 (5:7, 4:6,2:6)  | ausgeschieden                  | ausgeschieden            | ausgeschieden             | ausgeschieden        | ausgeschieden  | ausgeschieden            | ausgeschieden   | ausgeschieden            | ausgeschieden  | ausgeschieden       | 33     |
| Moritz von Bissing                  | Rasen Einzel | George Ball-Greene                    | Walk-over           | Arthur Zborzil                 | 3:0 (6:1, 6:4, 6:4)      | Wilberforce Vaughan Eaves | 0:3 (6:8, 5:7, 5:7)  | ausgeschieden  | ausgeschieden            | ausgeschieden   | ausgeschieden            | ausgeschieden  | ausgeschieden       | 9      |
| Otto Froitzheim Heinrich Schomburgk | Rasen Doppel | Oscar Kreuzer/Friedrich Rahe          | 3:0 (6:1, 6:3, 6:3) | Victor Gauntlett/Harold Kitson | 0:3 (6:3, 2:6, 5:7, 3:6) | ausgeschieden             | ausgeschieden        | ausgeschieden  | ausgeschieden            | ausgeschieden   | ausgeschieden            | ausgeschieden  | ausgeschieden       | 17     |
| Oscar Kreuzer Friedrich Rahe        | Rasen Doppel | Otto Froitzheim / Heinrich Schomburgk | 0:3 (1:6, 3:6, 3:6) | ausgeschieden                  | ausgeschieden            | ausgeschieden             | ausgeschieden        | ausgeschieden  | ausgeschieden            | ausgeschieden   | ausgeschieden            | ausgeschieden  | ausgeschieden       | 33     |

### Turnen
| Athleten            | Wettbewerb      | Punkte | Rang |
| ------------------- | --------------- | ------ | ---- |
| Männer              |                 |        |      |
| Karl Borchert       | Einzelmehrkampf | 244,00 | 13   |
| August Ehrich       | Einzelmehrkampf | 156,75 | 65   |
| Paul Fischer        | Einzelmehrkampf | 198,00 | 41   |
| Georg Karth         | Einzelmehrkampf | 186,50 | 50   |
| Wilhelm Kaufmann    | Einzelmehrkampf | 180,50 | 53   |
| Carl Körting        | Einzelmehrkampf | 181,00 | 52   |
| Joseph Krämer       | Einzelmehrkampf | 212,00 | 33   |
| Heinrich Siebenhaar | Einzelmehrkampf | 198,50 | 40   |
| Curt Steuernagel    | Einzelmehrkampf | 273,50 | 4    |
| Wilhelm Weber       | Einzelmehrkampf | 220,00 | 28   |
| Fritz Wolf          | Einzelmehrkampf | 267,00 | 5    |

### Wasserspringen
| Athleten             | Wettbewerb        | Vorkampf | Vorkampf | Halbfinale    | Halbfinale    | Finale        | Finale        | Rang   |
| Athleten             | Wettbewerb        | Punkte   | Rang     | Punkte        | Rang          | Punkte        | Rang          | Rang   |
| -------------------- | ----------------- | -------- | -------- | ------------- | ------------- | ------------- | ------------- | ------ |
| Männer               |                   |          |          |               |               |               |               |        |
| Kurt Behrens         | 3 m Kunstspringen | 83,6     | 1        | 83,0          | 2             | 85,3          | 2             | Silber |
| Heinrich Freyschmidt | 3 m Kunstspringen | 78,1     | 8        | 79,3          | 8             | ausgeschieden | ausgeschieden | 8      |
| Heinrich Freyschmidt | 10 m Turmspringen | 67,3     | 14       | 48,8          | 10            | ausgeschieden | ausgeschieden | 10     |
| Gottlob Walz         | 3 m Kunstspringen | 81,3     | 5        | 80,3          | 6             | 80,8          | 3             | Bronze |
| Albert Zürner        | 3 m Kunstspringen | 83,6     | 1        | 82,8          | 3             | 85,5          | 1             | Gold   |
| Fritz Nicolai        | 10 m Turmspringen | 54,5     | 22       | ausgeschieden | ausgeschieden | ausgeschieden | ausgeschieden | 22     |